# Rompiendo los límites
Rompiendo los límites es el tercer álbum de Triple Seven, producido por Funkytown Music y distribuido por CanZion. El álbum cuenta con la participación de Funky para la introducción del álbum, Sammy en «Puedo imaginarme», la versión urbana y al español de "I Can Only Imagine" de MercyMe y del artista Gran Manuel, perteneciente al sello del dueto.
El álbum logró nominaciones y reconocimientos en Premios Arpa y AMCL.

## Lista de canciones
| N.º | Título                             | Duración |  |
| 1.  | «Intro» (Funky)                    | 1:47     |  |
| 2.  | «Victorioso»                       | 2:34     |  |
| 3.  | «Quiero que estés conmigo»         | 3:04     |  |
| 4.  | «De qué vale»                      | 2:35     |  |
| 5.  | «Puedo imaginarme» (con Sammy)     | 3:44     |  |
| 6.  | «Si tu quieres»                    | 3:12     |  |
| 7.  | «La calle está dura»               | 2:37     |  |
| 8.  | «Se siente algo» (con Gran Manuel) | 3:14     |  |
| 9.  | «Agradecido»                       | 3:02     |  |
| 10. | «Líbrame de ellos»                 | 3:42     |  |
| 11. | «Es verdad» (con Sharin)           | 3:32     |  |
| 12. | «Se te acaban las balas»           | 2:56     |  |
| 13. | «Actívate» (Gran Manuel)           | 3:24     |  |
| 14. | «MC Copia»                         | 2:27     |  |

## Vídeos
| Fecha de lanzamiento | Título      | Director                |
| -------------------- | ----------- | ----------------------- |
| 2005                 | Victoriosos | Hector "Flaco" Figueroa |

## Premios y nominaciones
«Puedo imaginarme» de Triple Seven y Sammy obtuvo el reconocimiento como Mejor canción urbana en Premios AMCL 2005. La producción estuvo nominada como Mejor Álbum Urbano en los Premios Arpa de 2006.